# Kulturvandalismus

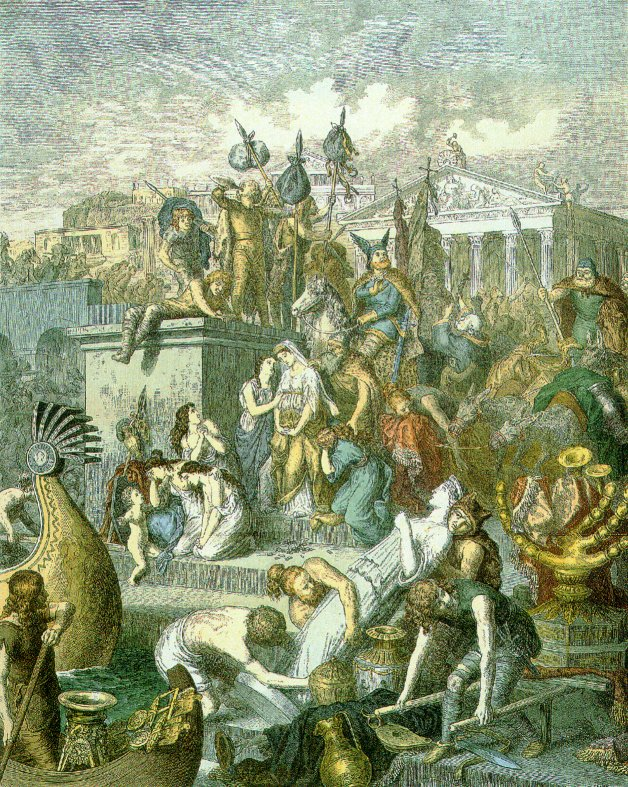
Fiktive Darstellung der Plünderung Roms durch die Vandalen im Jahr 455

Kulturvandalismus ist die mutwillige Zerstörung oder Beschädigung von Kulturgütern. Im weitesten Sinne ist damit jede Art von Handlung gemeint, die mit Vorsatz oder Billigung dazu führt, dass Kunstwerke wie Gemälde, Skulpturen, Architektur, Stadt- oder Kulturlandschaften, Wissenschaft, Literatur, Musikwerke oder immaterielle Kulturgüter Schaden nehmen oder unwiederbringlich zerstört werden. Kulturelle Hervorbringungen materieller oder immaterieller Art gelten als Zeugen des kulturellen Gedächtnisses und werden heute gemeinhin als besonders schutzwürdig eingestuft. Kulturvandalismus schweren Grades kann daher als Vergehen gegen die gesamte Menschheit gelten, denn im schwersten Fall hat er Kulturverlust zur Folge, das heißt die vollständige Auslöschung der Erinnerung an die Kulturgüter und ihre Schöpfer. Die Zerstörung des kulturellen Erbes wird durch die Haager Konvention zum Schutz von Kulturgut bei bewaffneten Konflikten vom 14. Mai 1954 als Verbrechen sanktioniert. Kulturvandalismus kann religiös, ideologisch, politisch, ökonomisch oder individuell motiviert sein. Der Begriff des Kulturvandalismus ist weiter gefasst als der des Ikonoklasmus, der zwar gelegentlich synonym gebraucht wird, jedoch im engen Sinne die religiös motivierten Zerstörungen von Bildwerken zur Durchsetzung eines Bilderverbots bezeichnet.

## Typologie
Den Begriff „Kulturvandalismus“ prägte maßgeblich der Historiker Alexander Demandt mit seinem 1997 erschienenen Buch Vandalismus. Gewalt gegen Kultur. Demandt definiert den Begriff als „Beschädigung oder Beseitigung von Kunstwerken und Denkmälern in einem größeren politischen, ideologischen oder ökonomischen Kontext, in der Absicht oder mit der Folge einer Bewusstseinsänderung, d. h. der gewaltsame Versuch, Erinnerung zu beseitigen oder zu verändern“. In diesem Begriff ist das Wort Vandalismus enthalten, das während der Französischen Revolution auf die Zerstörungen der Jakobiner an Kunstwerken gemünzt wurde. Es leitet sich von der historisch nicht korrekten Überlieferung ab, dass der ostgermanische Volksstamm der Vandalen im Jahr 455 die Stadt Rom geplündert und gebrandschatzt haben soll.
Die mutwillige Zerstörung von Kulturgut lässt sich nach Motiven gliedern:
- Religion: Insbesondere die vom Judentum abstammenden monotheistischen Religionen – Christentum und Islam – kennen ein Verbot bildlicher Darstellung des Gottes (Bilderverbot) und ein Verbot der Bilderverehrung. In diesen Religionen wird das Bilderverbot von manchen Strömungen radikal ausgelegt, so dass mit Vorsatz Bildwerke weltlicher oder religiöser Art zerstört werden. Besonders heftige Epochen der Zerstörung waren der Byzantinische Bilderstreit im 8./9. Jahrhundert n. Chr. (wenngleich die neuere Forschung davon ausgeht, dass die erste Phase des Bilderstreits kaum mit Zerstörungen verbunden war) und der Bildersturm der Reformationszeit (16. Jahrhundert). Das Bilderverbot im Islam radikal auslegend, haben muslimische Sekten ebenfalls immer wieder Bildwerke zerstört. Anfang Mai 2012 zerstörten islamistische Fundamentalisten der Gruppe Ansar Dine das zum UNESCO-Welterbe gehörende Mausoleum Sidi Mahmud Ben Amar und drohten Anschläge auf weitere Mausoleen an.[2][3] Ende Juni 2012 wurde Timbuktu aufgrund des bewaffneten Konflikts in Mali auf die Liste des gefährdeten Welterbes gesetzt. Kurz danach wurde die Zerstörung der durch die UNESCO denkmalgeschützten Grabstätten von Sidi Mahmud, Sidi Moctar und Alpha Moya in Mali unter Verhöhnung der UNESCO fortgesetzt.[4][5]

- Politik: Aus dem Altertum, insbesondere dem Alten Ägypten und dem Römischen Reich, ist die Damnatio memoriae bekannt, die meist posthume Bestrafung von Herrschern durch die Auslöschung aller Denkmäler, Bildwerke und Inschriften, die an sie erinnern. Politisch motiviert kann auch die Zerstörung von Kulturgütern als kriegerisches Mittel sein, um die Moral des Gegners zu schwächen oder ihn seines kulturellen Besitzes zu berauben, oder um den besiegten Feind zu demütigen.

- Ideologie: Zerstörung von Kulturgütern ist oft nicht nur politisch, sondern auch ideologisch motiviert, etwa bei der Beseitigung von Denkmälern im Zuge der Französischen Revolution, von Kirchen und Klöstern nach der russischen Oktoberrevolution oder beim Sturz von Denkmälern im Rahmen der Black-Lives-Matter-Proteste 2020. Viele sozialistische Denkmäler wiederum wurden nach dem Zusammenbruch des Ostblocks beseitigt. Hierzu gehören z. B. Bücherverbrennungen mit dem Ziel der Vernichtung von Gedankengut, historischem Wissen, politisch Andersdenkenden oder wissenschaftlichen Kenntnissen; manchmal wurde dieses faktisch erreicht, etwa durch die Vernichtung fast sämtlicher Schriftzeugnisse der Maya durch Diego de Landa, oft aber auch nur symbolisch vorgenommen (Bücherverbrennung 1933 in Deutschland). Der im Jahr 2011 aus ideologischen Gründen erfolgte Abriss der Skulptur İnsanlık Abidesi (dt. Denkmal der Menschlichkeit) des türkischen Bildhauers Mehmet Aksoy, die an den Konflikt um den Völkermord an den Armeniern erinnern sollte, stieß innerhalb und außerhalb der Türkei auf Kritik.[6][7][8]

- Ökonomie: Wirtschaftliche Motive haben Plünderungen von Kulturgütern, ob in Form groß angelegten Staatsraubs (Beutekunst) oder individuelle Kleinvandalismen, wie die Plünderung des Irakischen Nationalmuseums in Bagdad im Jahr 2003. Kunstraub, solange er nur den Eigentümer, nicht aber das Kunstwerk schädige, so Demandt, sei kein Kulturvandalismus, sondern eher ein Kompliment für den Künstler.[9] Staatlich geplanter Kunstraub, etwa die Plünderungen des Einsatzstabs Reichsleiter Rosenberg in der Zeit des Nationalsozialismus, dient meist nicht der Zerstörung, sondern der Enteignung und Konservierung der geraubten Kulturgüter und damit nicht nur der wirtschaftlichen, sondern auch der kulturellen Neuordnung der Verhältnisse.

- Individuelles Herostratentum: Einzeltäter treten in der Geschichte immer wieder in Erscheinung. Ihr Archetyp ist Herostratos, der im Jahr 356 v. Chr. den Tempel der Artemis in Ephesos in Brand gesetzt haben soll, um seinen Namen in die Geschichte einzuschreiben. Einzeltäter, die Kunstwerke zerstören, treten auch in der Moderne auf; hier sind ihre Taten gelegentlich künstlerisch oder kunstkritisch motiviert. Demandt nimmt solche individuell motivierten Taten aus der Geschichte des Kulturvandalismus aus.

## Theorien und Rechtfertigungen
Im Angesicht der Zerstörungen des Ersten Weltkriegs entwickelte Sigmund Freud in den 1920er-Jahren das Konzept des Todestriebs (Thanatos). Dieses immanente Prinzip der menschlichen Psyche soll erklären, warum einzelne Menschen bzw. die gesamte Menschheit aggressiv und zerstörerisch tätig werden. In seinem 1930 veröffentlichten Aufsatz Das Unbehagen in der Kultur erweitert Freud dieses Konzept zu einer Erklärung der Autoaggression des in einer Kultur lebenden, triebgezähmten Menschen.

## Rechtslage
- Haager Konvention zum Schutz von Kulturgut bei bewaffneten Konflikten
- Denkmalschutz